# Ауэршперг, Карл Йозеф Антон фон
Карл Йозеф Антон фон Ауэршперг (нем. Karl Josef Anton von Auersperg; 17 февраля 1720, Вена — 2 октября 1800, Лозенштайн) — австрийский государственный деятель, 5-й имперский князь фон Ауэршперг (1783—1800), последний князь Зембицкий (герцог Мюнстерберг) (1783—1791), 1-й герцог фон Готшее (1791—1800).

## Биография
Родился 17 февраля 1720 года в Вене. Старший сын Генриха Йозефа Йоханна фон Ауэршперга (1697—1783), 4-го имперского князя фон Ауэршперга и князя Зембицкого (1713—1783), от первого брака с Марией Доминикой фон унд цу Лихтенштейн (1698—1724), дочерью князя Ханса Адама I, князя Лихтенштейна.
22 мая 1744 года Карл Йозеф Антон фон Ауэршперг женился на графине Марии Жозефине Антонине фон Траутзон-Фалькенштейн (1724—1792), дочери графа Иоганна Вильгельма фон Траутзона. Благодаря этому браку, Ауэршперг получил во владение город Влашим в окрестностях Бенешова в Чехии. Занимал должности тайного советника и судебного пристава. Также он владел родовыми поместьями в Крайне. Был награжден Орденом Золотого руна.
В феврале 1783 года после смерти своего отца Карл Йозеф Антон фон Ауэршперг унаследовал титулы имперского князя фон Ауэршперга и князя Зембицкого (герцога Мюнстербег) в Силезии.
В 1791 году Карл Йозеф Антон фон Ауэршперг продал Зембицкое княжество вместе с округом Зомбковице-Слёнске королю Пруссии Фридриху Вильгельму II за 450 000 венских гульденов (или 300 000 талеров). Контракт был подписан во Вроцлаве и Вене 14 ноября и 18 ноября 1791 года. Передача княжества под контроль Пруссии произошла 21 октября 1791 года. 11 ноября 1791 года император Священной Римской империи Леопольд II Габсбург возвел поместье Готшее в Крайне (в настоящее время — Кочевье в Словении) в статус имперского герцогства. Это была награда за продажу Зембицкого княжества Пруссии.

## Семья
В браке родилось 13 детей, но до соверщеннолетия дожили 7:
1. Мария Франциска (22 марта 1735 — 15 ноября 1800), 1-й муж с 1768 года Франц, граф фон Даун и князь фон Тиано (ум. 1771), 2-й муж с 1789 года граф Георг фон Шелтоун
2. Мария Жозефа (17 декабря 1746 — 13 ноября 1756)
3. Генрих (6 февраля 1748 — 17 августа 1750)
4. Вильгельм I (9 августа 1749 — 16 марта 1822), 6-й князь фон Ауэршперг и 2-й герцог фон Готшее (1800—1822). Женат с 1776 года на Леопольдине (1761—1846), дочери графа Яна Винченца Феррериуса фон Вальдштейна, 7 детей
5. Карл (21 октября 1750 — 8 декабря 1822), 1-й принц фон Ауэршперг-Траутзон. Женат с 1776 года на принцессе Марии Жозефе Лобковиц (1756—1823)
6. Мария Кристина (18 февраля 1752 - 23 июня 1791) муж - граф Йозеф Иоганн фон Зайлерн и Аспанг (1752-1838)
7. Мария Франциска де Паула(11 декабря 1752 — 13 сентября 1791), муж с 1775 года князь Карл цу Зальм-Рейфершейдт-Райц (1750—1838), 2 детей
8. Иосиф (18 ноября 1756—1758)
9. Иоганн (29 июня 1758 — 11 мая 1759)
10. Антон (28 декабря 1759 — 7 февраля 1767)
11. Мария Алоизия (21 ноября 1762 — 19 мая 1852), муж с 1787 года князь Иоганн Алоис II цу Эттинген-Эттинген и Эттинген-Шпильберг (1758—1797), 5 детей
12. Винченц (31 августа 1763 — 4 июня 1833), женат с 1805 года на графине Марии Алоизии фон Клам и Галлас (1774—1831), 5 детей
13. Мария Элизабет (8 февраля 1768 — 21 марта 1768)